# تلفزيون سوريا
تلفزيون سوريا هي قناة تلفزيونية عربية انطلقت في مدينة إسطنبول التركية في شهر آذار/مارس 2018، وهي تتبع مجموعة فضاءات ميديا. تشمل برامج تلفزيون سوريا مجموعة متنوعة من الفئات؛ منها الأخبار، البرامج الحوارية، الوثائقية، والبرامج الثقافية والاجتماعية.

## تلفزيون سوريا والثورة السورية
قدم تلفزيون سوريا نفسه باعتباره بديلًا للإعلام السوري الرسمي وجاء في موقع التلفزيون أن القناة تهدف إلى أن تكون خدمة إعلامية عامة «تستخدم وسائل التواصل الجديدة والتقليدية، من أجل الإضاءة على قضايا السوريين، في الداخل والشتات. تدافع في عملها عن قيم الثورة السورية لجهة تعزيز مبادئ المدنية والمواطنة في سوريا الجديدة، وترفض التسلط والديكتاتورية، والتطرف الديني، مؤكدةً على وحدة سوريا شعباً وأرضاً. وتنبذ جميع أشكال التدخل الأجنبي».
ويقع مقر القناة الرئيسي حاليًا في مدينة إسطنبول التركية، وتأمل القناة في الانتقال للعمل من داخل سوريا

## تاريخ تلفزيون سوريا
أول ظهور إعلامي رسمي واضح ظهر من خلال إنشاء مكتب سوريا الذي تأسس عام 2015 والتابع لقسم الأخبار الدولية الذي كان نواة تشكيل تلفزيون سوريا وقد بدأ بث تلفزيون سوريا لاحقاً في 3 مارس عام 2018 لتسليط الضوء على احتياجات الجمهور السوري الذي يقطن خارج سوريا بشكل خاص وعلى الجمهور السوري بشكل عام في الداخل والخارج وكان أول مدير للتلفزيون الإعلامي أنس أزرق الذي استمر حتى قام بتقديم استقالته في مايو 2019 وتسلم بعده الكاتب والإعلامي مالك داغستاني الذي قدّم استقالته في شهر تموز من العام 2020 ليتسلم بعدها الإعلامي والباحث حمزة المصطفى إدارة التلفزيون.
وقد تعرض تلفزيون سوريا لعدد من الانتقادات في بدايات عمل التلفزيون مما وضعه في دائرة الجدل نظرًا لكون مديره السابق أنس أزرق عمل سابقًا مع التلفزيون السوري وقناة المنار، وقد طالت الانتقادات اختيار مراسلة للقناة في لبنان محسوبة على حزب الله. في أغسطس 2018 صدر بيان مثير للجدل من قبل القناة يتهم عددًا من الإعلاميين بالوقوف خلف حملة الانتقادات التي تواجهها القناة، عازيًا موقفهم ذلك لرفض القناة توظيفهم. وتضمن البيان الذي قوبل بمزيد من الانتقادات ضد القناة، أسماء عشرة إعلاميين وناشطين سوريين، تتهمهم القناة بالوقوف خلف حملة «تحريض» ضدها في مواقع التواصل الاجتماعي، بعد أن رفضت توظيفهم أو التعاقد معهم، موضحةً أن تلك الأسماء تشكل قائمة أولية، وأن لديها المزيد.
وكان أنس أزرق في وقت سابق قد كتب مقالًا في صحيفة العربي الجديد اللندنية مقالًا يوضح فيه موقفه من النظام السوري الذي يمثله بشار الأسد وموقفه من الدكتاتورية. وفيما يتعلق بالعمل مع مراسلة محسوبة على حزب الله أوضح أنس رزق في مقابلة مع العربي الجديد أن القناة لم توظف المراسلة، وإنما كانت من اختيار الشركة التي يتعامل معها التلفزيون في لبنان، وأنها قدمت بعض التقارير خلال فترة لم تتجاوز الشهر، وأكد في المقابلة على أن القناة تتحمل المسؤولية في التقصير في التحقق من انتماءات المراسلة السياسية ومواقفها من الثورة السورية، وقال في المقابلة إن القناة تراجعت عن ذلك الخطأ الذي قد تقع فيه أي قناة ناشئة بحسب تعبيره.
كما أشار عدد من الإعلاميين ووسائل الإعلام إلى أن حملة الاتهامات التي يلقاها العديد من الشخصيات التي عملت مع النظام السوري قبل الثورة وانشقت عنه لاحقاً هي حملات عادة ما تكون مؤدلجة بعيدة عن المنطقية كون جزء كبير من الشخصيات السورية كانت جزءاً من النظام في مرحلة سابقة
وفي مارس 2021 أعلن مدير تلفزيون سوريا حمزة المصطفى بدء الدورة البرمجية الثالثة من خلال انطلاق عدد جديد من البرامج التي تعنى بقضايا السوريين مع التركيز على حماية الذاكرة السورية وتوثيق الأحداث التي تشهدها سوريا بكل تعقيداتها.

## برامج تلفزيون سوريا
يقدم تلفزيون سوريا عدداً كبيراً من البرامج المتنوعة المتعلقة بالسوريين في الداخل والخارج كما يقدم عدداً آخراً من البرامج المنوعة التي تهتم بالقضايا على مختلف أنوعها سياسياً واجتماعياً واقتصادياً وثقافياً.

### لم الشمل
يفتح هذا البرنامج نافذة يومية على قضايا السوريين في الداخل والشتات، لتلامس تفاصيل حياتهم، وتلمّ شملهم على اختلاف آرائهم ووجهات نظرهم لمدة ساعتين، عبر الحديث عن معاناتهم وهمومهم وأفراحهم. وتقوم فكرة البرنامج الذي يقدمه كلّ من أيهم نبع ويارا إدريس وعابد ملحم وآسيا هشام ونور عبد الرحمن على اجتماع العائلة السورية في وسائل التواصل الاجتماعي، واستلهام ما يطرح في غرفة العائلة على واتساب أو في المجموعة الخاصة على فيسبوك وغيرهما. الفكرة هي خلق منصة تجمع السوريين، تستلهم أدوات الـ«سوشال ميديا» ولكن بأدوات تلفزيونية، بمعنى أن البرنامج يتتبع القصة من خلال الواقع ومن خلال تفاعل السوريين معها على السوشال ميديا، بحيث يكون البرنامج منصة مجتمعية باتجاهين بين والجمهور، ولعل فقرة حكي ميديا التي تعتمد صفحات مواقع التواصل الاجتماعي وتنشر أخبارها من أكثر الفقرات التي تتبع هذا الأسلوب، بالإضافة إلى عدد من الفقرات الأخرى مثل: شو صار وأهالينا وشوط إضافي.

### لقاء خاص
هو برنامج يقدم حوار أسبوعي مع مسؤولين وشخصيات سياسية مؤثرة في الواقع السوري، يطرح عليهم أسئلة مباشرة حول أهم المواضيع الراهنة والمتعلقة بسوريا.

### المؤشر
هو مساحة حوارية أسبوعية تقدم التعليق والتحليل للأخبار الإقليمية والعربية والدولية التي تؤثر في الوضع السوري. ويعتمد البرنامج في التحليلات على ضيوف أخصائيين في هذه المجالات.

### ما تبقّى
برنامج من تقديم الإعلامي والصحفي السوري معاذ محارب، يقدم القصص الإخبارية بقالب مختلف، مع التركيز على الصورة والموسيقى والنصوص التعريفية «الانفوغراف التلفزيوني». يعتمد البرنامج على طريقة تقديم مختلفة من خلال المقدم وحركته وعلى مقدمات قصيرة وتعليقات على القصص. لا يقدم البرنامج الأخبار بقالب تقليدي بل يحولها لقصص مصورة. تبلغ مدة البرنامج نصف ساعة ويتناول فيها ثلاثة محاور رئيسية يغلب عليها الشأن السوري ويحاول تقديم المختلف من تقارير المراسلين ويتابع ما يتم تداوله على منصات التواصل الاجتماعي.

### سوريا اليوم
برنامج التحليل الإخباري اليومي، يناقش أبرز حدثين في السياسة أو الميدان وقعاً في سوريا أو مرتبطين بأحداثها، ويمثل حصيلة غرفة الأخبار اليومية وتوجهها. يقع محور النقاش الواحد في 20 دقيقة، بحضور ضيفين لكل موضوع، يبث البرنامج في الساعة الثامنة بتوقيت دمشق، ويقدمه الإعلاميون نور الهدى مراد، همام سراج، أصلان أصلان، وسيم الأحمد.

### منتدى دمشق
هو برنامج حواري أسبوعي يطرح قضايا مرتبطة بالحياة في سوريا من مختلف جوانبها، حيث يناقش القضايا من خلال دراسات ومعلومات واستبيانات دقيقة لإحياء روح المنتديات التي تعمل على خلق بيئة جديدة وأكثر موائمة للواقع المعاش، كما يبحث الأسباب والنتائج بطريقة منهجية.

### الذاكرة السورية
هو برنامج يحاور ويوثق ويبحث في التاريخ والذاكرة السورية وفي تجلياتها من الناحية السياسية والاقتصادية والثقافية والاجتماعية، ويبحث في الأحداث وظروفها وخلفياتها وذلك في حوارات مفتوحة مع أشخاص عاشوا تلك الحقبة في تاريخ سوريا المعاصر وعاشوا تقلباتها التي صنعت التاريخ المعاش اليوم، لتقدم تلك الحوارات شهادات عـن البلاد والأشخاص والعلاقات الدولية، ويكون منهم من ساهم فيها ومنهم من كان مراقباً لها أو باحثاً مختصاً في مجالها.

### ضمائر متصلة
هو برنامج ثقافي يتناول آخر النشاطات الثقافية ويناقش القضايا الإشكالية منها ورؤية الأجيال المتباينة لها، حيث يسلط الضوء على الإصدارات الأدبية والثقافية المتعلقة بالشأن السوري من خلال حوارات مع كتّاب هذه الإصدارات

### طوق نجاة
هو برنامج يختص في مناقشة الظواهر الاجتماعية الإشكالية والمثيرة للجدل التي يعيشها السوريون في الداخل السوري وفي دول اللجوء أيضاً، من خلال قصص ووقائع يرويها أصحابها ويناقشونها مع ضيوف مختصين وجمهور داخل الاستوديو.

### الثلاثاء الاقتصادي
هو برنامج أسبوعي يعنى بتغطية الأحداث الاقتصادية التي تهم السوريين بالمجمل مع التركيز على القضايا الاقتصادية العالمية.

### راشيتة
هو برنامج طبي أسبوعي يهدف إلى متابعة الأمور الطبية وتوعية الجمهور وقد برز دوره في التوعية فيما يتعلق بانتشار جائحة كوفيد-19، ويتم تقديم المواد العلمية بالتعاون مع موقع «صحتك».

### FAKE BOOK
هو برنامج أسبوعي يبحث ويدقق في المواد المنشورة في منصات التواصل الاجتماعي ويستعرض الأخبار بشكل عام كذلك الأخبار الكاذبة والشائعات المضللة على وجه الخصوص ليقوم بتفنيدها وتصحيحها وتحري مصدرها.

### عين سوريا
هو برنامج أسبوعي قائم على ما ينتجه مراسلوا التلفزيون ويركز على التقارير التي يدور محتواها حول نجاحات السوريين في الداخل وفي بلاد اللجوء.

### جو شو
جو شو وسابقًا جو تيوب، هو برنامج تلفزيوني سياسي كوميدي ساخر يتألف من فقرات تتناول الأوضاع السياسية في العالم العربي ويسخر من الأوضاع السياسية في مصر بعد الانقلاب العسكري 2013، انتقل البرنامج من منصة يوتيوب إلى قناة العربي بعنوان جو شو، كما يعرض أيضاً على شاشة تلفزيون سوريا.

### حكاية صورة
هي سلسلة وثائقية تتناول كل حلقة قصة صورة معبرة التقطت خلال سنوات الثورة السورية وأثرت في وجدان العالم وانتشرت بشكل واسع ليتم من خلالها توثيق قصة الحدث نفسه وتفصيله وأبعاده الإنسانية.

### قطعة وطن
هي سلسلة وثائقية اجتماعية أسبوعية تسلط الضوء على المهجرين القاطنين في المخيمات وتعمل على نقل صورة واقعية عن حياتهم بهدف تعريف العالم وتوثيق الأحداث التي تشهدها هذه المخيمات كما تعمل على التركيز على التعريف بإبداعات سكان المخيمات وكيفية نجاحهم رغم الظروف التي يعيشونها.

### خلصت وفشلت
هو برنامج دمى سياسي كوميدي ساخر كل حلقة منه تتناول موضوع معين وهي تحاكي الأوضاع المعيشية في سوريا بقالب عائلي طريف والشخصيتان الرئيسيتان هما عدنان معجوق وزوجته والتي يؤدي أصواتهما ريكاردو وقد يشاركهما الأداء في بعض الحلقات ريكاردو نفسه والذي يعتبر العمل من إعداده وتقديمه ومن إخراج شادي خدام وعمر بعيج.

## برامج منتهية

### نور خانم
لاقى برنامج نور خانم الذي تقدمه الإعلامية السورية الشابة نور حداد على شاشة تلفزيون سوريا رواجًا بين المتابعين وحقق نجاحًا جيدًا على الشاشة وعلى منصة يوتيوب. يقدم هذا البرنامج فقرات متنوعة، من سكيتشات تمثيلية وحوارات ساخرة. تقوم فكرة البرنامج حول سيناريو اعتزال نور حداد العمل التلفزيوني والكلام في الشأن السياسي، لتجلس في البيت، وتصبح «خانم» وفق اللهجة السورية، وتقدم فقرات متنوعة من المنزل. يؤخذ على برنامج نور خانم عدم الترابط في المواضيع التي يطرحها في كل حلقة، وقد أجابت نور حداد في مقابلة معها في صحيفة العربي الجديد بأن عدم الترابط في أحاديث البرنامج يعكس طبيعة البيت الذي تتحدث عنه «نور خانم»، وقالت: «البرنامج من البيت، حيث سيكون الاستوديو موزعاً بين الغرف والمطبخ وكأنه منزلي، كما ليس شرطاً أن يكون هناك ربط كما في الدراما، لكن في الوقت نفسه، هناك جو عام واحد، ضمن وتيرة سريعة وطريقة كوميدية ساخرة، أتوقع أن يجذب المتلقي ولا ينفره».

### يا حريّة
هذا البرنامج هو توثيق بصري لتجارب معتقلين سوريين سابقين في سجون النظام السوري. يحاول هذا البرنامج الذي يعرض على تلفزيون سوريا الكشف عما مر به المعتقلين من تجارب ومعاناة، ويناقش مع الناجين أساليب الخلاص من تلك التجارب من إعداد سعاد قطناني وإخراج شادي خدام

### المنعطف
حوار أسبوعي من تقديم المدير التنفيذي للقناة أنس أزرق، مع المبدعين والكتاب السوريين والمهتمين بالشأن السوري لرصد تحولاتهم الفكرية ومقارباتهم للمنعطفات الحادة في سوريا والمنطقة.

### الصالون السياسي
برنامج أسبوعي يتناول القضايا والأحداث السياسية المهمة، وذلك من خلال استضافة شخصيات سياسية وثقافية وصحفيين ومحللين، ليجمع المواقف المتباينة حولها والآراء المختلفة، ويستطلع رأي الشارع السوري بهذه القضايا والأحداث.

### مؤشر الحدث
برنامج سياسي أسبوعي تقدمه الإعلامية نور الهدى مراد، يربط الأحداث ويؤسس لفهمها ثم يستشرف سيناريوهاتها المستقبلية، بحضور ثلاثة ضيوف مراقبين أو صناع للحدث، مدة البرنامج 50 دقيقة ويبث كل أربعاء في الساعة العاشرة بتوقيت دمشق.

### هذا البحر لي
هو برنامج وثائقي على شكل حكاية، يعمل على توثيق اللجوء السوري من خلال سرد قصص اللاجئين أثناء رحلاتهم متجهين إلى بلاد اللجوء وما تركوه ورائهم في ديارهم.

### ديستوبيا عربي
هو برنامج ثقافي ترفيهي يجمع بين تقديم المعلومات وخفة الظل مع تقديم تحليلات تثقيفية وقصص تاريخية بطريقة بسيطة لإيصالها إلى المتابعين بطريقة سلسلة وسهلة بروح من الفكاهة، ويعني اسم ديستوبيا: أدب المدينة الفاسدة، بدأ البرنامج في 25 كانون الأول/ديسمبر عام 2017 وتبناه تلفزيون سوريا عام 2020م حيث أصبح أحد برامج القناة.

## البث الرقمي للقناة
- تبث القناة برامجها عبر أقمار نايل سات وسهيل سات 2.
- كما تقوم القناة بالبث المباشر عبر موقعها على شبكة الأنترنت.
- وقد أصدرت القناة برنامجاً خاصاً على متجر غوغل بلاي لأجهزة الأندرويد بها ليتمكن المتابعين من مشاهدة برامج القناة من خلال هذا التطبيق[28]
- أما البث الرقمي IP TV فيعرض على الشكل التالي:

1. تركيا: Redline
2. السويد: ATN
3. ألمانيا: Red360

## روابط خارجية
- الموقع الرسمي لتفزيون سوريا